# Phân cấp hành chính Nga
Là một nước lớn nằm ở cả hai châu lục, chiếm phần lớn lục địa Á-Âu, và là một trong những nước đông dân nhất thế giới, Nga được chia ra nhiều cấp hành chính khác nhau.

## Chủ thể liên bang
Nga là một nước liên bang, cho đến tháng 3 năm 2014 có 83 chủ thể. Các chủ thể liên bang được coi là đơn vị hành chính cấp thứ hai, dưới cấp thứ nhất là liên bang. Kể từ ngày 18 tháng 3 năm 2014, sau khi sáp nhập Krym, nước Nga có 85 chủ thể liên bang. Tuy vậy, hai chủ thể là Cộng hòa Krym và thành phố liên bang Sevastopol vẫn được quốc tế coi là thuộc về Ukraina. Các chủ thể liên bang đều có quyền bình đẳng trong liên bang theo nghĩa là họ có số đại diện ngang nhau — mỗi chủ thể có hai đại biểu — trong Hội đồng Liên bang (thượng viện của Quốc hội Liên bang). Tuy nhiên, mức độ tự trị mà họ được hưởng là khác nhau.
Có 6 loại chủ thể liên bang bao gồm 22 nước cộng hòa, 9 biên khu (hoặc vùng), 46 tỉnh, 3 thành phố liên bang, 1 tỉnh tự trị, and 4 khu tự trị.

Các chủ thể liên bang của Nga

Đặc điểm quy định trong Hiến pháp của các chủ thể liên bang Nga
| Nước cộng hòa       | - Có địa vị "quốc gia" quy định rõ trong Hiến pháp Nga (Điều 5 Khoản 2); - Có hiến pháp riêng (Điều 5 Khoản 2); - Không thể thuộc về các chủ thể liên bang khác của Nga (Điều 66 Khoản 4); - Không thể bao gồm các chủ thể liên bang khác của Nga (Điều 66 Khoản 4); - Có quyền quy định ngôn ngữ dân tộc riêng (Điều 68 Khoản 2);                  |
| Vùng và Tỉnh        | - Có quy chế riêng (Điều 5 Khoản 2); - Không thể thuộc về các chủ thể liên bang khác của Nga (Điều 66 Khoản 4); - Có thể bao gồm các khu tự trị (Điều 66 Khoản 4); |
| Thành phố liên bang | - Có quy chế riêng (Điều 5 Khoản 2); - Không thể thuộc về các chủ thể liên bang khác của Nga (Điều 66 Khoản 4); - Không thể bao gồm các chủ thể liên bang khác của Nga (Điều 66 Khoản 4); |
| Tỉnh tự trị         | - Có quy chế riêng (Điều 5 Khoản 2); - Thuộc về Liên bang Nga trong trường hợp duy nhất (Điều 5 Khoản 1); - Có thể bị sáp nhập theo theo pháp lệnh liên bang về tỉnh tự trị (Điều 66 Khoản 3); - Không thể thuộc về các chủ thể liên bang khác của Nga (Điều 66 Khoản 4); - Không thể bao gồm các chủ thể liên bang khác của Nga (Điều 66 Khoản 4); |
| Khu tự trị          | - Có quy chế riêng (Điều 5 Khoản 2); - Có thể bị sáp nhập theo pháp lệnh liên bang về khu tự trị (Điều 66 Khoản 3); - Có thể thuộc về các vùng, các tỉnh (Điều 66 Khoản 4); - Không thể bao gồm các chủ thể liên bang khác của Nga (Điều 66 Khoản 4);                                                                                               |

## Đơn vị hành chính
Mỗi chủ thể liên bang phát triển và duy trì các phân cấp hành chính và lãnh thổ riêng của mình. Các loại đơn vị hành chính cấp thấp hơn (cấp thứ ba) của các chủ thể liên bang được liệt kê như sau:
- Quận (район, raion);
- Thành phố/Thị xã (город, gorod) và Khu định cư kiểu đô thị (посёлок городского типа, posyolok gorodskogo tipa) trực thuộc chủ thể liên bang;
- Khu tự trị (автономный округ, avtonomnyi okrug) trực thuộc chủ thể liên bang (mặc dù được coi là đơn vị hành chính cấp thấp hơn nhưng vẫn có vị thế chủ thể liên bang và cũng có thể được chia thành các huyện).

Các loại đơn vị hành chính cấp thứ tư bao gồm:
- Xã (сельсовет, selsoviet) hay Hội đồng nông thôn;
- Thị trấn (город, gorod) và Khu định cư kiểu đô thị (посёлок городского типа, posyolok gorodskogo tipa) trực thuộc quận (huyện);
- Khu phố.

## Đơn vị đô thị
Trong quá trình cải cách đô thị ở Nga, tất cả các chủ thể liên bang được sắp xếp cấu trúc của chính quyền địa phương, được đảm bảo bởi Hiến pháp Nga. Nội dung cải cách quy định mỗi chủ thể liên bang có một cơ cấu thống nhất gồm các cơ quan chính quyền dân cư đô thị từ ngày 1 tháng 1 năm 2005 và việc thực hiện cải cách có hiệu lực từ ngày 1 tháng 1 năm 2006. Căn cứ theo pháp luật, các đơn vị phân cấp đô thị (còn gọi là "hình mẫu đô thị") bao gồm:
- Vùng đô thị cấp huyện (муниципальный район, munitsipalnyi raion) là một nhóm các khu dân cư đô thị (thường là cùng với địa hạt liên khu dân cư) có cùng chung lãnh thổ do một chính quyền địa phương quản lý. Trên thực tế vùng đô thị cấp huyện thường được thiết lập trong địa giới hành chính của một quận (raion).
- Khu định cư:
  - Khu định cư đô thị (городское поселение, gorodskoye poselyeniye) là một thành phố hoặc thị xã hoặc một khu dân cư kiểu đô thị thuộc vùng đô thị cấp huyện.
  - Khu định cư nông thôn (сельское поселение, selskoye poselyeniye) là một hoặc một số đơn vị dân cư nông thôn thuộc vùng đô thị cấp huyện.
- Khu dân cư thành phố (городской округ, gorodskoy okrug) là một khu dân cư đô thị nhưng không thuộc vùng đô thị cấp huyện.
- Khu nội thành của thành phố liên bang là một bộ phận lãnh thổ thuộc thành phố liên bang.
- Địa hạt liên khu dân cư (межселенные территории, mezhselyennyie territoryi) là lãnh thổ bao quanh các khu dân cư.

## Đơn vị phân chia khác

### Các vùng liên bang

Các vùng liên bang của Nga

Tất cả các chủ thể liên bang được hợp thành 7 vùng liên bang, mỗi vùng do một đặc phái viên được Tổng thống Nga bổ nhiệm quản lý. Đặc phái viên các vùng liên bang là kênh liên lạc giữa các chủ thể liên bang và chính phủ liên bang và là người chịu trách nhiệm trước tiên trong việc giám sát thực thi luật pháp liên bang tại các chủ thể liên bang.

### Các vùng kinh tế

Các vùng kinh tế Nga

Để phục vụ cho mục đích thống kê và kinh tế, các chủ thể liên bang được hợp thành 12 vùng kinh tế (riêng Vùng liên bang Krym chưa được quyết định thuộc Vùng kinh tế nào). Các vùng kinh tế cùng các bộ phận của nó có chung xu hướng phát triển lại được nhóm thành siêu vùng kinh tế.